# Templo romano de Córdova

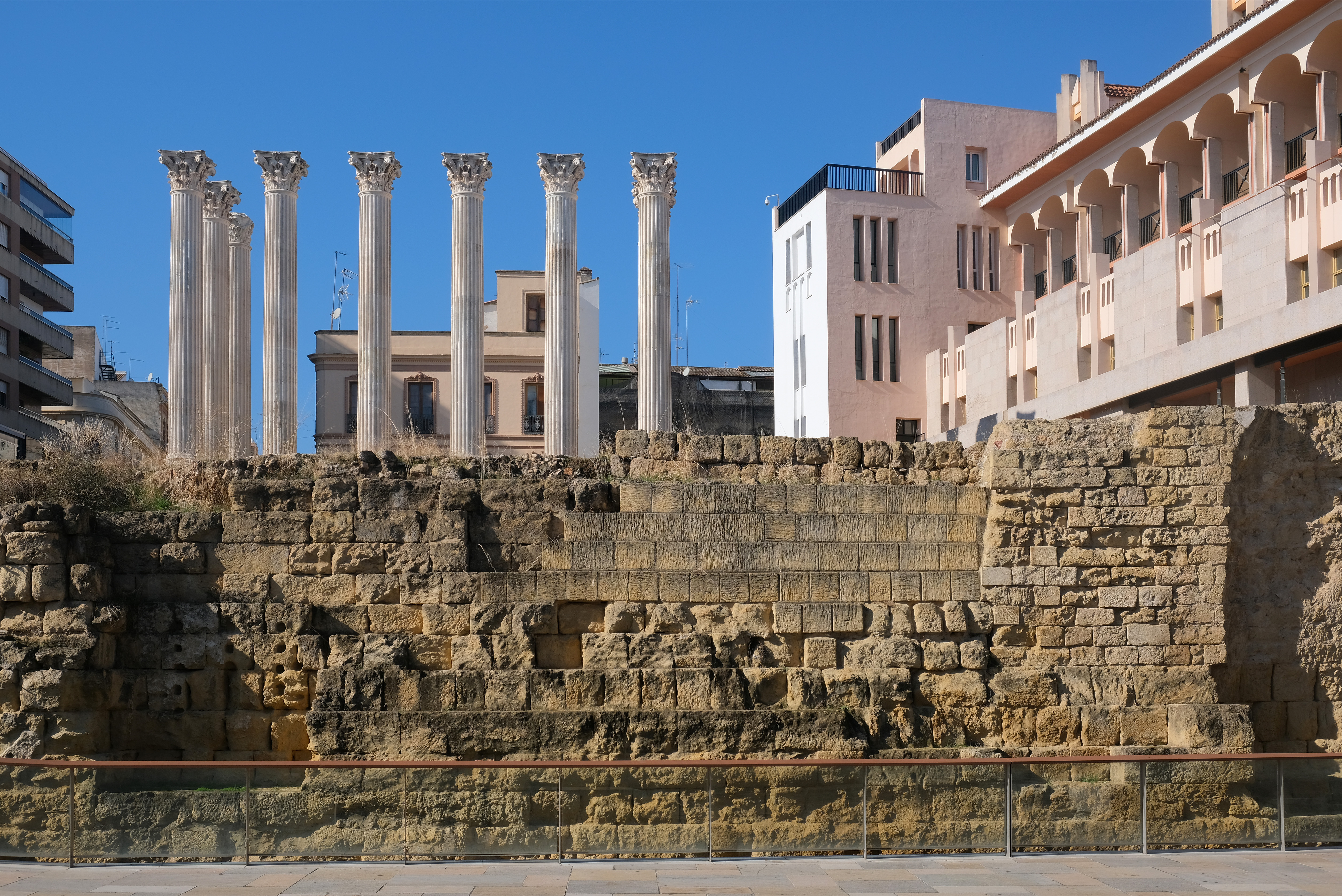
Aspecto actual do templo romano de Córdova

O Templo Romano de Córdova foi descoberto nos anos cinquenta do século XX, durante a ampliação do povoamento.
Encontra-se situado no ângulo formado pelas ruas Claudio Marcelo e Capitulares, em Córdova, Espanha.